# Joyce Marcus
Pour les articles homonymes, voir Marcus.
Joyce Marcus est archéologue et professeure au département d'anthropologie, au College of Literature, Science, and the Arts de l'Université du Michigan, à Ann Arbor. Elle occupe également le poste de conservatrice de l'archéologie latino-américaine au Musée d'archéologie anthropologique de l'Université du Michigan. Marcus a publié de nombreux ouvrages dans le domaine de la recherche archéologique en Amérique latine. Ses recherches portent principalement sur les civilisations zapotèques, mayas et côtières andines d'Amérique centrale et d'Amérique du Sud. Une grande partie de son travail sur le terrain se concentre dans la vallée d’Oaxaca, au Mexique. Elle est connue pour son « modèle dynamique », sa hiérarchie à quatre niveaux et son utilisation de l'étude interdisciplinaire.

## Biographie
Joyce Marcus est née en Californie et fréquente le lycée de Beverly Hills. Elle attribue le fait d'avoir reçu un exemplaire de An Introduction to the Study of the Maya Hieroglyphs de Sylvanus Morley et Robert Heizer (en) en 1969 après une saison de terrain à Lovelock, Nevada, qui l'a influencée à se lancer dans le domaine des hiéroglyphes.
Elle obtient son BA de l'Université de Californie à Berkeley en 1969, puis sa maîtrise en 1971 et son doctorat en 1974, tous deux de l'Université Harvard. Elle fait sa thèse sous la direction de son mentor, Tatiana Proskouriakoff, et de Gordon Willey, Jerry Sabloff (en) et Evon Z. Vogt. Son livre, Emblem and State in the Classic Maya Lowlands: An Epigraphic Approach to Territorial Organization, est la version publiée de sa thèse.
Marcus passe toute sa carrière d'enseignante à l'Université du Michigan, de 1973 à aujourd'hui, bien qu'elle ait été invitée à donner des conférences partout dans le monde. Elle devient conservatrice d'archéologie latino-américaine au Musée d'anthropologie de l'Université du Michigan en 1978. Elle est également consultante pour l'American Museum of Natural History de New York, le University Museum de l'Université de Pennsylvanie, le Cotson Institute of Archaeology de l'Université de Californie à Los Angeles et le Peabody Museum de l'Université Harvard.
En 1997, elle est élue à l'Académie nationale des sciences et, en 2005, elle devient la première archéologue élue au conseil. En 2005, l'Université du Michigan lui décerne le titre de professeur distingué d'évolution sociale Robert L. Carneiro. Elle est également membre de l'Académie américaine des arts et des sciences, de la Société américaine de philosophie et de l'Institut d'études andines. Elle est membre de l'American Anthropological Association, de la Society for American Archaeology, de l'American Society for Ethnohistory, de la Midwest Andeanist Society et de la Midwest Mesoamerican Society.
Elle reçoit des financements du National Endowment for the Humanities, de la Fondation Ford, du Bowditch Fund de l'Université Harvard, de Dumbarton Oaks, de l'American Association for University Women, de la Fondation nationale pour la science et de l'Université du Michigan,.
William J. Folan l'invite à enregistrer les monuments mayas de Calakmul, Campeche et des environs en 1983-1984. Elle effectue des recherches au Dumbarton Oaks Center for Pre-Columbian Studies à Washington, DC. Marcus travaille et publie souvent avec son mari Kent Flannery. Marcus et Flannery dirigent le projet d'écologie humaine de la vallée d'Oaxaca avec l'Université du Michigan, un projet à long terme conçu par Flannery.

## Publications
- Marcus, Joyce (1976) Emblem and State in the Classic Maya Lowlands: An Epigraphic Approach to Territorial Organization. Dumbarton Oaks, Washington, D.C.
- Flannery, Kent V. and Joyce Marcus (editors) (1983) The Cloud People: Divergent Evolution of the Zapotec and Mixtec Civilizations. School of American Research Series, Academic Press, NY[11].
- Marcus, Joyce (1987) Late Intermediate Occupation at Cerro Azul, Perú. A Preliminary Report. Tech. Report 20, Museum of Anthropology, University of Michigan.
- Marcus, Joyce (1987) The Inscriptions of Calakmul: Royal Marriage at a Maya City in Campeche, Mexico. Tech. Report 21, Museum of Anthropology, University of Michigan.
- Flannery, Kent V., Joyce Marcus, and Robert G. Reynolds (1989) The Flocks of the Wamani: A Study of Llama Herders on the Punas of Ayacucho, Peru. Academic Press, New York.
- Marcus, Joyce (editor) (1990) Debating Oaxaca Archaeology. Anthropological Paper, No. 84. Ann Arbor, Michigan: Museum of Anthropology, University of Michigan[12]
- Marcus, Joyce (1992) Mesoamerican Writing Systems: Propaganda, Myth, and History in Four Ancient Civilizations. Princeton University Press, Princeton, New Jersey.
- Flannery, Kent V. and Joyce Marcus (1994) Early Formative Pottery of the Valley of Oaxaca, Mexico. Prehistory and Human Ecology of the Valley of Oaxaca, No. 10. Memoir 27, Museum of Anthropology, University of Michigan, Ann Arbor.
- Marcus, Joyce and Judith F. Zeitlin (editors) (1994) Caciques and Their People: A Volume in Honor of Ronald Spores. Anthropological Paper, No. 89, Museum of Anthropology, University of Michigan, Ann Arbor.
- Marcus, Joyce and Kent V. Flannery (1996) Zapotec Civilization: How Urban Society Evolved in Mexico's Oaxaca Valley. Thames & Hudson, London.
- Feinman, Gary M. and Joyce Marcus (editors) (1998) Archaic States. School of American Research, SAR Press, Santa Fe, New Mexico.
- Marcus, Joyce (1998) Women's Ritual in Formative Oaxaca: Figurine-making, Divination, Death and the Ancestors. Memoir 33 of the Museum of Anthropology, University of Michigan, Ann Arbor.
- Marcus, Joyce and Kent V. Flannery (2001) La Civilización Zapoteca: Como Evolucionó La Sociedad Urbana en el Valle de Oaxaca. México: Fondo de Cultura Económica.
- Flannery, Kent V. and Joyce Marcus (2005) Excavations at San José Mogote 1: The Household Archaeology. Memoir 40 of the Museum of Anthropology, University of Michigan, Ann Arbor.
- Marcus, Joyce and Charles Stanish (2006) Agricultural Strategies. Cotsen Institute of Archaeology, Cotsen Advanced Seminar No. 2, UCLA.
- Marcus, Joyce (2008) Excavations at Cerro Azul, Peru: The Architecture and Pottery. UCLA Cotsen Institute of Archaeology.
- Marcus, Joyce and Jeremy A. Sabloff (editors) (2008) The Ancient City: New Perspectives on Urbanism in the Old and New Worlds. Santa Fe: School for Advanced Research Press[13]
- Marcus, Joyce (2008) Monte Albán. El Colegio de México, Fideicomiso Historia de las Américas, Fondo de Cultura Económica.
- Marcus, Joyce and Patrick Ryan Williams (editors) (2009) Andean Civilization: A Tribute to Michael E. Moseley. Cotsen Institute of Archaeology, UCLA.
- Flannery, Kent V. and Joyce Marcus (2012) The Creation of Inequality: How Our Prehistoric Ancestors Set the Stage for Monarchy, Slavery, and Empire. Harvard University Press, Cambridge, MA.